# Simon Bayer
Simon Bayer (* 23. November 1995 in Cedar Rapids (Iowa)) ist ein deutscher Leichtathlet, der sich auf das Kugelstoßen spezialisiert hat.

## Sportliche Karriere
2019 wurde Simon Bayer deutscher Meister. 2023 wurde er deutscher Hallenmeister.
Bei den Weltmeisterschaften in Eugene 2022 belegte er den 23. Platz. 2022 erreichte er im Finale der Europameisterschaften in München Platz 11.